# 完全犯罪 (小栗虫太郎)
『完全犯罪』（かんぜんはんざい）は、小栗虫太郎による日本の短編探偵小説。『新青年』（博文館）第14巻第8号（1933年（昭和8年）7月号）に掲載。初めて「小栗虫太郎」の筆名で発表された作品であり、実質的な作家デビュー作である。初出時の挿絵は松野一夫。
当時進行中だった第1次国共内戦を背景に、中国奥地の山村を舞台とする密室殺人事件を描いた作品である。

## あらすじ
193x年5月。中華ソヴェート共和国西域正規軍、通称「苗族共産軍」が、四川省から湖南省西端の八仙寨へと侵入した。この軍はソ連から派遣されたワシリー・ザロフによって指揮されており、軍規の厳正さで知られていたが、それは娼婦を同行させ、それによって兵士の欲求不満を抑えているからであった。一行は八仙寨で、10年間にわたって孤独な生活を続けている英国人女医エリザベス・ローレル夫人に出会い、夫人邸に司令部を置くことになった。
ある晩、ローレル夫人がマーラーの『子供の死の歌』をオルガンで演奏している最中、士官専門のポーランド人娼婦ヘッダ・ミュヘレッツェが、室内で異様な笑い声をあげた。その部屋には彼女一人しかいないはずであり、一つしかない出入口の前では士官たちが麻雀をしているのに、ヘッダの笑い声に交じって男の野太い忍び笑いが聞こえる。不審に思い覗きに行った士官の一人、葉稚博は、男はどこにもおらず、ヘッダはベッドの上で一人で眠っている、と語った。そして翌朝、ヘッダは自室のベッドの上で、変死体となって発見された。
軍医のヤンシンは心臓麻痺と診断するが、ザロフは「完全な密室の殺人」だと宣言して捜査を開始し、死体はもともと床の上に倒れていたもので、葉稚博が後からベッドに移したことを解明する。いっぽう、歩哨の鄭大鈞は、淡藍色（）の西洋寝衣（）を着た男がヘッダの部屋にいたのを目撃したこと、そして死の直前に「ネメルリケック」とつぶやいたことを証言する。ローレル夫人は、「ネメルリケック」とはポーランドの伝説にある、モミの木の梢に住む妖婆（）「ケネムリック」のことではないかという。
ザロフは、ヘッダは青化水素により毒殺されたことを突き止める。

### 事件の真相
真犯人は人種改良学（ユーゼニックス）の信奉者であり、ヘッダを殺害したのは、合衆国のジューク一族などと同様の悪性遺伝を持つミュヘレッツェ一族を断絶させるためであった。だが、自分自身も、別の悪性遺伝を持つ家系に属していることを知った真犯人は、自らの信念に従い、「完全犯罪報告書」を書き残して自殺したのである。

## 登場人物
ワシリー・ザロフ
苗族共産軍指揮官。ウズベクとユダヤの血を引く。17歳でロシア内戦に参加。モスクワ大学卒業後、非常委員会（）に加わり、政治警察附帯の殺人事件を次々と解決し、GPU（）の脳髄といわれた人物で、一般の殺人事件も40件近く解決している。第三インターナショナルの拡大計画に参加し、苗族共産軍の指揮官となった。犯罪学のほか心理学などにも博識で、その博識を必要以上にひけらかす癖がある。
本作の探偵役であり、法水麟太郎の原型にあたるキャラクターだと指摘されている。
鵬 輝林（ほう きりん）
苗族共産軍政治部長。40がらみの雲南人。安南大学鉱山科在学中に革命運動に身を投じ、1927年の海防（）暴動で追放を受ける。苗族浮浪団の赤軍への改編を実現させた。大陸的な容貌。
ピョートル・ヤンシン
苗族共産軍軍医。エルスク生まれ。縁の厚い眼鏡をかけ、情熱的な瞳を持っている。
汪 済沢（おう さいたく）
苗族共産軍航空指令。日本士官学校出の南京政府叛逆将校。蟷螂（）のような容貌の男。葉稚博とはヘッダをめぐって対立関係にある。
葉 稚博（よう ちはく）
苗族共産軍砲兵指令。日本士官学校出の南京政府叛逆将校。背が低く、滑稽な髭を生やしている。
鄭 大鈞（てい だいきん）
苗族共産軍の歩哨。事件当時、窓の外で監視をしていた。海南島出身。小柄で猿みたいな顔をした男。
ヘッダ・ミュヘレッツェ
苗族共産軍の士官専門の娼婦。ルブリン生まれのポーランド人で、曲馬団（）からの脱走者。26 - 27歳くらい。本能で生きることしか知らず、酒癖も良くない。「ミュヘレッツェ」は故国では差別されてきた姓で、一族最後の生き残りだという。
エリザベス・ローレル夫人
英国人の医師、細菌学者。人類学者ヒュー・ローレル教授の一人娘。「夫人」と呼ばれているが実際は処女。34歳だが、女らしい美貌や情緒を欠いており、40過ぎに見える。右足が不自由。24歳でストックホルムのカロリンカス医大を卒業後、父に招かれて八仙寨を訪れるが、間もなく父が毒蛇に噛まれ死亡。その際に父が残した「八仙寨から一歩も踏み出してはならん」という遺言を忠実に守り続けている。

## 発表までの経緯
小栗は1933年春に本作を書き上げると、一面識もなかった探偵小説家の甲賀三郎に送った。なお、甲賀と小栗は京華中学校の先輩と後輩の関係にあたるが、互いにその事実を知らなかったという。甲賀によれば、小栗は最初、600枚の長編を読んでほしいと手紙に書いてきたが、甲賀が「読むのも大変だし、よしいいものであっても、容易に発表の機会がない」ので「もう少し短いものを見せて呉れ」と返信したところ、小栗は『完全犯罪』を送ってきたという。本作を一読して「ストーリイの構成や、科学めいたトリックもいいが、背景の使い方と人物の配置に感心した」甲賀は、ただちに『新青年』編集長の水谷準への推薦状を書き上げた。作品に惚れこんだ甲賀は、水谷が掲載を渋った場合は、江戸川乱歩の応援を得ることも考えたという。
同年5月、小栗は甲賀の推薦状を携えて、水谷のもとに本作を持ち込んだ。もっとも水谷は、最初は書き出しのあたりだけを軽く走り読みしただけで、「大したことはなさそうだナ」と思い、ひとまず原稿を机にしまいこんだという。
『新青年』では、1933年新年号から、各号に巻頭作品として100枚程度の読切作品を掲載する、という企画を立てており、7月号（6月5日頃発売）では横溝正史の作品『死婚者』が掲載される予定になっていた。ところが5月はじめに横溝が結核による喀血で倒れてしまい、執筆不能となってしまう。あわてた水谷は、小栗の持ち込み原稿がちょうどいい長さであったことを思い出して取り急ぎ内容を確認し、読み終わるやいなや、「七月号はこれで行こう!」と決意したという。
掲載号の「編輯だより」には以下のようにある。
小栗は数年後、新宿の飲み屋で横溝と飲んだ際、「自分はあなたが病気をしたおかげで、思いのほか早く世に出られた」とお礼の言葉を述べた。横溝は「そんなことはない、あなたはいつか世に出たひとだ、私の病気には関係ない」と打ち消し、「こんどあなたになにかあったときは私がかわってあげる」と付け加えた。終戦直後に小栗が急逝し、小栗の新作長編『悪霊』を連載するはずだった『ロック』誌が横溝に急遽代理原稿を頼んできた際に、横溝は「因縁めいたもの」を感じ、すでに『宝石』で『本陣殺人事件』の連載に着手していたにもかかわらず、『蝶々殺人事件』の連載を引き受けることになる。

## 評価
日本人作家の作品でありながら、舞台が外国で日本人が全く登場しない、という、当時としては異色の作品であり、また、文体も、漢語にルビを付して原語を示す、という翻訳調のものであった。このため水谷準編集長は、当初は翻案ではないかと疑ったという。水谷は「思い切って日本に舞台を持って来た方がよくはなかろうか」と提案したが、甲賀は賛同せず、また小栗も乗らなかったため、原形のまま発表された。水谷は後年、自分の提案は作品の「ファンテジイの破壊を意味する」ものであったとして、自らの判断の誤りを認めている。なお、カタカナルビの多用されたペダンティックな文体は、以後の小栗虫太郎作品にも共通して見られる特徴である。
水谷によれば、発表直後の読者の反響は大きく、無名の新人作家による作品とは思わずに「小栗虫太郎は大家の誰かの変名だろう。誰だ、誰だ?」と尋ねてきた読者や、外国小説の翻案だと思い込んで「あの原作は何だね?」と尋ねてきた読者もいたという。また、当時、『ぷろふいる』誌に探偵小説評を寄稿していた九鬼澹は、翻訳だと断定してしまったという。
一方で九鬼は、エラリー・クイーンの本格探偵小説批評法を援用しつつ、ザロフのひけらかす知識の多くが事件の解決につながっていないこと、犯行方法が非現実的であること、本格探偵小説としてのフェアプレイ精神に欠けていることなどを指摘している。もっとも、これらは他の小栗作品にも共通して見られる特徴で、「もっとも本格物らしく装って、本格物でない類の作風」（中島河太郎）、「現実世界に即した論理ではなく、著者が構築した「小栗宇宙」の内部での論理を楽しむべき」（日下三蔵）などと評される、小栗虫太郎の特異な作風を示すものである。

## 他の小栗虫太郎作品との関係
本作と設定が類似した作品に、長征を題材とした短編『紅軍巴蟆（）を越ゆ』（1939年）がある。『紅軍巴蟆を越ゆ』は探偵小説ではないが、舞台が中国奥地の架空の辺境（『完全犯罪』は湖南省八仙寨、『紅軍巴蟆を越ゆ』は江西省狼圩・巴蟆）であること、主人公が紅軍の一部隊を率いる白人男性であることなどに共通点が見られる。
また、長編『女人果』（1942年）は、本作をベースに、マックス・ミュラーの小説『ドイツ人の愛』の筋書きを採用し、『黒死館殺人事件』『二十世紀鉄仮面』などの他作品の文章をパッチワーク的につなぎ合わせた作品で、松山俊太郎は「奇ッ怪な本」と評している。

## 原稿
2016年度に成蹊大学情報図書館が草稿、創作ノートなどを含む資料を購入し、また小栗の遺族より遺品や書籍などの資料の寄贈を受けた。これには『完全犯罪』の清書稿（初出とは異同がある）のほぼ全文が含まれている。原稿は成蹊大学図書館2017年度企画展示「小栗虫太郎-PANDEMONIUM（大魔城）の扉を開く-」（2017年11月13日 - 12月1日）において展示された。

## 収録単行本
電子書籍でも多く出版（アンソロジーは除く）
- 『白蟻』（ぷろふいる社、1935年）
- 『完全犯罪』（春陽堂〈日本小説文庫〉、1936年）
- 『新鋭探偵小説全集 第12巻 魔童子 白蟻』（アトリヱ社、1937年）
- 『海象に舌なきや』（雄鶏社、1947年）
- 『探偵小説名作全集 6 完全犯罪』（春陽堂、1954年）
- 『探偵小説名作全集 7 小栗虫太郎集』（河出書房、1956年）
- 『完全犯罪』（春陽堂書店〈春陽文庫〉、1957年）
- 『完全犯罪』（桃源社、1974年）
- 『白蟻 小栗虫太郎傑作選II』（松山俊太郎編、社会思想社〈現代教養文庫〉、1976年） ISBN 4-390-10887-5
- 『完全犯罪 小栗虫太郎全作品 2』（桃源社、1979年／沖積舎、1997年） ISBN 4-8060-6551-X
- 『日本探偵小説全集 6 小栗虫太郎集』（東京創元社〈創元推理文庫〉、1987年） ISBN 4-488-40006-X - 松野一夫による初出時の挿絵を再録。
- 『日本幻想文学集成 33 小栗虫太郎 海螺斎沿海州先占記』（松山俊太郎編、国書刊行会、1995年） ISBN 4-336-03243-2
- 『完全犯罪 他8編』（春陽堂書店〈春陽文庫〉、1996年） ISBN 4-394-38601-2
- 『くらしっくミステリーワールド 3 小栗虫太郎集』（リブリオ出版、1997年） ISBN 4-89784-495-9 - 大活字本
- 『怪奇探偵小説名作選6 小栗虫太郎集 完全犯罪』（日下三蔵編、筑摩書房〈ちくま文庫〉、2003年） ISBN 4-480-03833-7
- 『黒死館殺人事件・完全犯罪』（KADOKAWA〈角川文庫〉、2023年） ISBN 4-04-113224-X

### 外国語訳
- 笨蜗牛译《完全犯罪》长春: 吉林出版集团有限责任公司, 2010年. ISBN 978-7-5463-1643-7 - 簡体字中国語
- 孫玉珍譯《日本偵探小說選: 小栗虫太郎 卷一》新北: 立村文化有限公司, 2013年. ISBN 978-986-6283-79-6 - 繁體字中国語